# Distretto di Shahri Buzurg
Il distretto di Shahri Buzurg è un distretto dell'Afghanistan appartenente alla provincia di Badakhshan. Viene stimata una popolazione di 26 834 abitanti (stima 2016-17).